# Bekasi Jaya
Bekasi Jaya is een bestuurslaag in het regentschap Kota Bekasi van de provincie West-Java, Indonesië. Bekasi Jaya telt 54.805 inwoners (volkstelling 2010).